# Die Last
die Last – polski zespół emo/hardcore założony w 1994 roku w Trójmieście. Zawieszona działalność i rozwiązanie w 2007 r.  Zespół był jednym z czołowych zespołów sceny alternatywnej w Polsce. Jako pierwsi adaptowali cechy muzyki emo do swoich utworów.
Zespół wydał dwie płyty i jedną umieścił do pobrania za darmo na swojej stronie. Największe inspiracje muzyczne zespołu to Husker Du i Leatherface.
die Last (niem. ciężar) - nazwa zespołu pochodzi od "ciężaru - bardziej duchowego niż muzycznego". 
"Wybranie tej nazwy odzwierciedla nasz sposób patrzenia na życie. Wiele spraw, z którymi się spotykamy, niesie w sobie ów "ciężar", lecz chyba o to chodzi aby się z nim mierzyć, sprawdzać. Dzięki wielu próbom życiowym uczymy się pokonywać własne słabości. Przecież tak naprawdę, to od nas zależy czy ciężar życia będzie przytłaczał czy motywował.".

## Dyskografia
- Marzenia Zdesperowanych Romantyków (2001) - Last Records (tylko w formie kasety)
- Medecine (2004) - Trujaca Fala
- Ostatni (nagrano w 2007; wydano w 2009) - No Pasaran Records
- Marzenia Zdesperowanych Romantyków (2011) - No Pasaran Records (reedycja na płycie winylowej LP).